# Peromyia gryphiswaldensis
Peromyia gryphiswaldensis är en tvåvingeart som beskrevs av Jaschhof 1997. Peromyia gryphiswaldensis ingår i släktet Peromyia och familjen gallmyggor. Inga underarter finns listade i Catalogue of Life.